# Суперкрошки (мультсериал, 2016)
«Суперкрошки» (англ. The Powerpuff Girls) — американский мультсериал производства телеканала Cartoon Network, перезапуск одноимённого мультсериала 1998 года, созданного Крейгом Маккрекеном. Официальная премьера мультсериала в мире состоялась 4 апреля 2016 года. Перезапуск получил негативные отзывы кинокритиков и продержался лишь 3 года; было выпущено всего 119 эпизодов. Считается одним из самых худших мультсериалов от Cartoon Network.

## Сюжет
В центре сюжета три маленькие девочки, обладающие суперспособностями — Цветик, Пузырёк и Пестик. Их обязанность защищать город Таунсвилль от разных монстров или злодеев.
Новые серии заметно отличаются от оригинала, например, каждая серия идёт по отдельности, так как в оригинальном сериале идут по две серии общей длительностью 22 минуты.

## История создания
16 июня 2014 года Cartoon Network объявил, что в 2016 году выйдет новый сериал, производством которого будет заниматься Cartoon Network Studios. В преддверии 19 февраля 2015 года также было объявлено, что исполнительным продюсером станет Ник Дженнингс, бывший художественный руководитель мультсериалов «Губка Боб Квадратные Штаны» и «Время приключений». Боб Бойл, который ранее продюсировал мультсериал «Кларенс» и многие другие, также участвует в роли сопродюсера. Между тем, Крейг Маккракен, создатель оригинального сериала, не был вовлечён в проект. Маккракен заявил в Twitter, что руководство Cartoon Network рассматривало вопрос о его возвращении, но его контракт с Disney помешал ему это сделать.
Аманда Лейтон, Кристен Ли и Натали Паламидес были объявлены новыми основными актёрами озвучивания, сыграв Цветика, Пузырька и Пестика соответственно, и заменив оригинальных актёров — Кэти Кавадини, Тару Стронг и Элизабет Дэйли. Тем не менее, Том Кенни остался в роли мэра и рассказчика, а Том Кейн — в роли Профессора Утониума. В апреле 2016 года Дженнингс рассказал, что продюсеры рассматривали вопрос о возвращении оригинальных актёров озвучивания для нового сериала, но решили, что изменение ролей придаст свежую атмосферу сериалу. В основном оригинальные актёры вернулись к озвучиванию второстепенных персонажей: Роджер Джексон повторяет свою роль Моджо Джоджо, а Дженнифер Хейл повторяет озвучивание Мисс Кин. Также она заменила Дженнифер Мартин в качестве голоса Мисс Сары Белум, однако, ее голос больше не используется для роли Принцессы Дай-Денег.
26 мая 2016 года Натали Паламидес подтвердила, что сериал будет продлён на второй сезон. У перезапуска был кроссовер с мультсериалом «Юные титаны, вперёд!», который был показан 30 июня 2016 года. После того, как в июне 2015 года в сети появилось несколько рекламных изображений из нового сериала, авторы новостных сайтов описали визуальный облик, похожий на оригинальный сериал. 17 сентября 2017 года новая четвёртая Суперкрошка по имени Блисс была добавлена в выпуске «Сила четырёх». Перед объявлением в России в интернете просочились одноразовые кадры с Блисс.

## Роли озвучивали
| Актёр озвучивания | Роль      |
| ----------------- | --------- |
| Аманда Лейтон     | Цветик    |
| Кристен Ли        | Пузырёк   |
| Натали Паламидес  | Пестик    |
| Оливия Олсон      | Блисс     |
| Том Кэйн          | Профессор |

## Трансляция
Премьера сериала состоялась в США и Канаде на Cartoon Network 4 апреля 2016 года. В Австралии сериал стартовал 9 апреля. В Великобритании и Ирландии премьера состоялась 25 апреля. На Филиппинах премьера состоялась состоялась 15 октября 2016 года. С 1 октября 2018 года показ в России начал телеканал 2x2

## Сопутствующие товары

### Игрушки
Перед премьерой сериала компания Spin Master выпустила линейку игрушек в 2016 году, а в 2017 выпустила ещё больше игрушек. Игрушки включают в себя игровые наборы 2-в-1 и многое другое.
Промоакция «Happy Meal» от McDonald's по сериалу проходила с 14 июня по 5 июля 2016 года в Соединённых Штатах, включая мини-фигурки, кольца и предметы коллекционирования.
Промоушн Burger King для сериала проходил с 3 июня 2018 по 2019 годы в США и других странах, где ВК King Jr Meals выпустил персонажей сериала в качестве игрушек.

### Комиксы
В апреле 2016 года было объявлено, что новая серия комиксов The Powerpuff Girls выйдет в июле того же года и будет опубликована компанией IDW Publishing (которая также публиковала комиксы для оригинального сериала).

### Видеоигры
Cartoon Network выпустил три мобильные игры, основанные на сериале. Их названия — «Flipped Out», «Glitch Fixers» и «Ready, Set, Monsters», последние две бесплатные, но первая стоит $ 2,99. Все игры доступны как в Apple Store, так и в Google Play.
12 сентября 2017 года была выпущена пара тематических наборов Powerpuff Girls для видеоигры Lego Dimensions, предоставляющей собой живые игрушки. Они включают в себя Team Pack, содержащий игровые фигурки Цветика и Пузырька, а также конструируемые предметы для смартфонов и Fun Pack, содержащий игровую фигурку Пестика и конструируемый набор Mega Blast Bot. Пакеты добавляют новую игровую площадку в стиле Powerpuff Girls и боевые арены.

## Критика
Перезапуск «Суперкрошек» шёл не долго, и был встречен критиками в целом негативно. На IMDb имеет рейтинг 3,5 из 10, со средней оценкой 4 из 10. Консенсус критиков гласил: «Главную ошибку, которую совершил Cartoon Network — сделал перезапуск «Суперкрошек»!». Перезапуск часто критиковали за сглаженный подбородок профессора Ютониума, анимационные ошибки, глупую актёрскую игру, отстойные драки, кривой монтаж, недостаток талантов новых актрис озвучивания главных героинь и за «раздражающий» и не «вдохновляющий» саундтрек. В мультсериале был эпизод под названием «Качалка», в котором Пестик решает похудеть, а потом осознаёт что из-за качалки, она не сможет взлететь и победить злодея, что совсем не смешно.